# Cousteau (gruppo musicale)
I Cousteau sono un gruppo musicale inglese di Londra fondato da Davey Ray Moor alla fine degli anni novanta. La loro musica, non classificabile all'interno di un genere determinato, ha avuto grande successo soprattutto in Italia e negli Stati Uniti. Sono diventati famosi con il brano The Last Good Day of the Year, molto utilizzato in pubblicità e anche al cinema. Dopo i primi due album, Cousteau e Sirena, il gruppo ha subìto alterne vicissitudini che hanno visto l'abbandono del fondatore e autore principale, Davey Ray Moor, l'ingresso e l'uscita di nuovi membri, fino alla pubblicazione dell'album, Nova Scotia, pubblicato negli Stati Uniti nel 2006 a nome Moreau e della recente rinascita.
Il cantante Liam McKahey ha registrato un album solista, con la collaborazione di musicisti tra cui gli stessi Robin Brown, Joe Peet e Tom Clues. L'album "Lonely Road", questo il nome dell'album solista di Liam McKahey and The Bodies, è stato pubblicato dalla casa discografica Series 8 nel 2009.
Nel 2017 la band è tornata con un nuovo LP, a nome CousteauX, e nel 2021 hanno pubblicato l'album "Stray Gods".

## Formazione

### Originaria (albumCousteaueSirena)
- Robin Brown - chitarra elettrica, chitarra acustica e cori
- Dan Church - batteria (solo nel brano The Last Good Day Of The Year)
- Liam McKahey - voce e percussioni
- Davey Ray Moor - polistrumentista, voce e cori
- Joe Peet - basso, contrabbasso, violino, cori
- Craig Vear - batteria e percussioni

### Formazione attuale
- Robin Brown - chitarra elettrica, chitarra acustica, cori
- Tom Clues - chitarra acustica
- Liam McKahey - voce e percussioni
- Joe Peet - basso, contrabbasso, violino, cori

### Altri membri precedenti
- Chloe March - piano, tastiere e cori
- Dan Moore - piano e tastiere
- Paul Wigens - batteria

## Discografia
- Cousteau (1999, etichetta Global Warming, registrato e pubblicato nuovamente nel 2000 e nel 2001 per la Palm Pictures);
- Sirena (2002, Palm Pictures);
- Nova Scotia (2005, Endeavour, nel 2006 pubblicato negli Stati Uniti dalla One Little Indian americana a nome Moreau);
- CousteauX (2017, Silent X Records).
- Stray Gods (2021, Silent X Records).